# Naruto Uzumaki
Naruto Uzumaki (うずまきナルト, Uzumaki Naruto?) glavni je lik anime i manga serija Naruto i Naruto Shippuden.
Naruto može značiti "vrtlog", i također je ime za nasjeckane štapiće Kamaboko-a s rozim vrtložnim ukrasom u sredini koji se koriste kao vrhunac za ukras Ramen-a(Narutova najdraža jela). Japanci katkad koriste naziv "naruto" kao nadimak za simbol at (@).
Prezime "Uzumaki" je igra riječi na "spirala"(渦巻), dok "Uzumaki" upućuje na trodimenzionalnu spiralu, kao vrtlog ili vihor. Jedan malo točniji prijevod za spiralu bio bi "Rasen". Konohin simbol lista je izobličen sa strijelom pričvršćenom na spiralu, dio pečata na njegovu trbuhu je spirala, simboli na leđima njegove jakne i ramenima su spirale, i jedan od njegovih napada je Rasengan, što znači "Spiralna lopta". "Uzumaki" može također značiti "vrtlog", upućujući na Naruto vrtlog(鳴門の渦潮), nazvan po gradu Naruto.
10. kolovoza, Narutov rođendan, bio je Dan zdravlja i sporta("Taiiku no hi") u Japanu kada je njegov lik zamišljen- to je praznik pun fizikalnih aktivnosti baš za jedno hiperaktivno dijete. Praznik je, međutim, pomaknut u drugi ponedjeljak u kolovozu 1999. godine.
Masashi Kishimoto, tvorac manga serija, izjavio je u svojem nedavnom intervjuu sa SAD-ovim Shonen Jump časopisom da je njegovo djetinjstvo bilo slično kao ono u Naruta godinama dok je bio na Akademiji.
Naruto je suglasno klasificiran u top dva(zauzimajući dvaput prvo mjesto) u prvih pet službenih Shonen Jump glasačkih lista za najpopularnije likove. Međutim, u šestoj glasačkoj listi bio je smješten na četvrtom mjestu.

## Pozadina
Naruto je rođen 10. kolovoza. Njegova majka, Kushina Uzumaki, bila je jinchuriki, koju je odmah nakon Narutoova rođenja oteo Tobi dok je Narutoov otac, Minato Namikaze, četvrti Hokage, spašavao bebu Naruta. Tobi je zatim oslobodio devetorepu lisicu iz Kushine, a Minato se, nakon što je zaključio da je tobi Madara Uchiha, žrtvovao zajedno s Kushinom kako bi spasili selo Lista i zapečatili Kyubija u Narutu. Minato je ujedno uložio dio svoje chakure kako bi Kushina mogla ponovno pričati s Narutom kasnije. 
Bez obzira na želju Četvrtog Hokagea da Naruto bude gledan kao junak koji je sadržao demona, seljani Konohe gajili su jaku mržnju prema mladom djetetu, pošto je sadržavao dušu demona koji je uznemirio njihovo nekoć mirno selo. Naruto nije bio svjestan prisutnosti demonske srži u sebi sve dok nije bio 12 godina star, pri čemu je većinu svoga djetinjstva proveo zbunjen zbog činjenice zašto su ga seljani Konohe toliko mrzili. 
Na sreću, Naruto je bio sprijateljen sa svojim sažaljivim ninja instruktorom, Chuninom po imenu Iruka Umino. Iako su Irukini vlastiti roditelji umrli od ruke demonske lisice, Iruka nije krivio Naruta za njihovu smrt. Umjesto toga, Iruka je prihvatio Naruta i davao poseban značaj dječakovoj želji da bude priznat od ljudi, pošto je i on jednom imao istu želju. On je vjerojatno bio prva osoba koja je vjerovala u Naruta, i učinio je trajan udarac na samog Naruta. Kroz Irukinu prisutnost kao svoju jedinu obitelj, Naruto je naučio nadjačati svoju tugu.

## Karakter
Prije diplomiranja na akademiji, Naruto je imao veliku želju za priznatosti. Izvodio bi nastašluke u cijelom selu u želji da bude priznat od najegovih seljana. Uključujući, ali i ne ograničavajući na to, slikao je grafite na spomenike koji su prikazivali prvih pet Hokagea, te se pretvarao u polugolu žensku verziju sebe kako bi svoje instruktore doveo u neugodnost. Također bi svakom tko bi sumnjao u njega rekao skoro istu konstantnu ideju da će jednog dana postati Hokage. Kao što je rekao Iruki, on želi postići taj rang kako bi bio prihvaćen i priznat od ljudi oko njega, te da bude odgovoran za njihovu zaštitu. Čak i nakon diplomiranja, Naruto je još uvijek odlučan u tome da bude priznat, i postaje "Broj Jedan najglasniji, neočekivani, hiperaktivan i energičan ninja" Konohe, kako ga je opisao Kakashi Hatake.
Narutov bogati karakter i vatrena želja za poboljšanjem samoga sebe snažno utječe na živote svih oko njega. Na početku serija, Naruto se sprijateljio s Konohamarom, unukom Trećeg Hokagea, te je kroz njegov zaključak i primjer Konohamaru naučio da put do uspjeha vodi mnogo teškog rada. Bez obzira na njegovu drskost, tvrdoglavost, pa čak i glupu narav, Naruto je vješt šaljivac koji nadilazi svoje protivnike s kombinacijom volje, pametnih odvraćanja pažnje, i više-nego-često-a-da-nije sama sreća(iako, kako Kakashi kaže, i sreća je važana).
Naruto ima dobar smisao za humor, iako malo pervezan u nekim situacijama, te obično smiješi i smije posvuda (iako se, nekada, smije kako bi sakrio svoje uznemiravanje za bilo što što ga zabrinjava; oni koji su mu najbliži odmah ga prozriju). Izvan njegova svijeta, on je samo običan, bučan, nepromišljen dječak s jakom voljom i sposobnosti upadanja u nevolje.
Jedan od Narutovih hobija je vrtlarstvo, iako je bio pretučen u epizodi 20 jer nije znao razliku između korova i ljekovitih biljaka. On je bio taj koji je Kakashiju dao Mr. Ukkija, biljku koja se je vidjela na Kakashijevoj daski prozora (Kishimoto je jednom rekao kako je on imao istu biljku neko vrijeme sve dok je nije nahranio razrijeđenom hranom za biljke).
U japanskoj verziji, Naruto često završava svoje rečenice s "dattebayo", i tako dobiva jedinstven način govora. U japanskom jeziku, takav završetak s nikavim određenim značenjem može se dodati kako bi se zvuk glasa promijenio u izdržljiv, dječji, djevojački, ili u neki drugi, ovisno o mnogim postojećim završecima. "-ttebayo", koji nije veoma poznat završetak, nema nikakvog literalnog značenja i ne može se prevesti, ali nosi sporedno značenje kod lika te upućuje da je nekulturan, grub, i da izgleda jači nego li što uopće je. U engleskom animeu i videoigrama, on česti kaže "Believe it!" (Vjeruj u to!) kako bi se uklopilo s pokretima usni od "-ttebayo".
Bez obzira na brzo sazrijevanje u seriji, Naruto je sačuvao vještinu za dječje pribore. Na primjer, njegova pdžama uvijek uključuje komičnu crnu noćnu kapu s očima i zubima. Naruto također svoj novac drži u bucmastom, zeleno-žabom novčaniku kojeg nježno zove Gama-chan.

## Naruto i demonska lisica
Kao domaćin demonske lisice, i Narutovo tijelo i njegov um su (povremeno) pod njezinim utjecajem. Fizički, Naruto ima neke karakteristike demonske lisice, poput oznaka na svojem licu koje sliče brkovima lisice te većih očnjaka nego li što je uobičajeno. Njegove su oči također nekako oblikovane kao u lisice. Također ima povećanu izdržljivost i sposobnost izliječivanja, što mu omogućuje da se od većih ozljeda oporavi u jednom danu, a od manjih u nekoliko sekundi. Psihički, Naruto većinom ostaje neutječen, osim nekih životinjski poteza koji iskliznu van, poput njegov povremene sklonosti skače s drveta na drvo na sve četiri noge. Otkad je demon zapečaćen u Naruta od njegova rođenja, nije sasvim jasno na koje je točno dijelove njegovog karaktera imala utjecaja; međutim, to bi moglo objasniti Narutovu đavolsku stranu, kojom provodi podvale kako bi pridobio pažnju, te njegovu upornost da nikada ne pobjegne od izazova. Te crte postaju jasnije kada priziva Chakru demonske lisice.
Kitsune je jedan dobro poznat lik u japanskim narodnim predajama te utječe ne samo na lik demonske lisice nego i mnoge druge reinkanacije u modernoj japanskoj kulturi. Voli izvoditi trikove i podvale kod ljudi, a povremeno se pretvara u prekrasan ženski lik i zavodi muškarca (očigledno je to inspiracija za Sexy Tehniku. Također, Kitsune su poznate po tome da drže svoja obećanja, a to je crta koju Naruto ima; njegov put ninje je "da nikad neće odustati od obećanja koje je dao". Također bi trebalo zabilježiti da svaki put kad Naruto izgubi kontrolu i prevlada ga Chakra demonske lisice, on očigledno dobiva još jedan "rep" Chakre. To dolazi iz vjerovanja koje kaže: što više repova Kitsune ima, to je snažniji, a devet repova mu je obično granica.
Narutov normalni Chakra level uviđavan je prilično visokim, dijelom zbog demonske lisice. Čak i bez direktnog prizivanja njezine Chakre, mala količina Chakre demonske lisica uvijek je umiješana u njegovu. Njegovo tijelo nagonski odbija veliku količinu od nje zajedno sa štetom koju bi napravila. Ebisu zaključuje da Narutova slaba količina Chakre upravlja osnovom toga, pri čemu je jedna porcija njegove Chakre upotrebljena da zaustavlja prevladavanje lisičine Chakre. Prema Kakashiju, Narutova regularna Chakra je dvaput veća od njegove same. Kao takav, Naruto je prirodno odgovajući za jutsue koji troše velike količine Chakre, poput njegovog najupotrebljavanijeg jutsua: Tehnika sjena klonova. Dok je većina ninja u stanju sigurno napraviti samo nekoliko klonova, pri čemu je opasno to što se Chakra korisnika jednako podijeli po klonovima, Naruto je u stanju napraviti do dvije tisuće i više klonova pri čemu dijeli svoju Chakru na jednake dijelove i predaje je svakom od svojih klonova.
Chakra demonske lisice obično dolazi k Narutu kada je u situacijama opasnima po život ili u drugim stresnim situacijama, koja mu je dana od lisice same kako bi njegov opstanak bio osiguran. Naruto je uistinu naučio da se kontaktira s lisicom i zatraži chakru od nje, koju ona, čini se, daje iz zabave. Razlog zašto je Naruto sposoban da dođe do njezine chakre je jedinstveni način na koji je zapečaćena. Iako lisica ostaje tarobljena u Narutu, njezina chakra može iskliznuti kroz pečat i izmiješati se s Narutovom. Lisičina skoro-pa-neograničena količina chakre postaje jedno dragocjeno oružje za Naruta, mijenjajući tok teške borbe u njegovu korist. Lisičina chakra pojačava svaki izgled Narutove fiziologije, čineći ga jedno skoro nezaustavljivom silom. Njegova brzina i snaga povećavaju se mnogo više od one ijednog običnog čovjeka, pa čak i većine ninja. Također se ubrzava njegova sposobnost samoiscjeljivanja, dopuštajući mu da čak i ozbiljne ozljede iscijeli u nekoliko sekunda. Njegova izdržljivost je također povećana daleko iznad svog normalnog levela, dopuštajući mu da se bori bez umaranja. Konačno, ako je chakra oklop prizvan, onda je u stanju djelovati sam, kao odvojeno biće, pri čemu je teško predvidjeti Narutove pokrete. Naruto obično može svladati lisičinu chakru sam prije nego što njegove repate transformacije počinju izlaziti na površinu. Osim toga, lisičina chakra izgleda s vremenom počinje povećavati svoj intenzitet. Određene vanjske metode mogu biti korištene za susprezanje toga kada se jednom pojavi, poput Jiraiyevog talismana za pečaćenje ili Yamatovih tehnika pečaćenja.
Ta strašna moć nije bez svojih gubitka, međutim. Kada mu je prvi put pristupila, Naruto nije bio u mogućnosti da povrati kontrolu nad lisičinom chakrom, dopuštajući njegovu unutarnjem bijesu i gnjevu da mu obuzme karakter. S vremenom, Naruto je imao sve veću kontrolu nad demonskom lisicom, dopuštajući mu da zadrži svoj karakter pri korištenju njezine chakre. Međutim, stupanj kontrole je ograničen na količinu chakre koju priziva i njegova emocijalnog stanja. Kako on postaje više emocijalan i priziva sve više lisičine chakre, njegov vlastiti karakter je postupno potkopan onim demonske lisice.
Narutovo stanje uma odgovara stanju u njegovim repatim transformacijama, koje su okarakterizirane oklopom od chakre u obliku lisice koji okružuje Naruta. Naruto postaje sve snažniji sa svakim "repom" s kojim chakra oklop raste, ali također gubi dio sebe na demonsku lisicu. To je bilo pokazano u njegovu umu kako se sve više približava demonskoj lisici. Isprva, malo chakre demonske lisice jedva isklizi kroz rešetke. Količina chakre se povećava pri čemu demonska lisica postaje sve više dominantna. Sve do svojeg trorepatog stanja, Naruto održava kontrolu, iako s većim naporom nego li obično. Također počinje osjećati bol od intenziteta chakre. U svojem trorepatom stanju, Naruto se mora boriti s demonskom lisicom za dominantnost, i intenzitet chakre je dovoljan da ne samo da njemu zadaje bol, već svakom u njegovoj blizini. Jednomkada dospije do svojeg četverorepog stanja, demonska lisica postaje dominantna. U njegovu umu, Naruto je skliznuo kroz rešetke točno u kandže demonske lisice. U tom stanju, najvećem koje je Naruto ikada postigao, njegov um se spaja s onim demonske lisice, uzrokujući da normalni Naruto iščezne. Prema Jiraiyi, Naruto postaje minijaturna verzija demonske lisice.
Oklop napravljen od chakre demonske lisice je vjerojatno najpromjenjivija zaštita viđena u serijama, pošto je neosjetljiv na utjecaj većine napada. Oklop djeluje kao odvojeno biće, što zbunjuje protivnike, čak i one sa Sharinganom. Oklop se također istezati i iskrivljavati do različitih beličina i duljina, dopuštajući Narutu da napadne svoje protivnike iz udaljenosti. Uz to, Naruto ga može upotrijebiti za stvaranje šok valova odgurnuo protivnike. U Narutovom četverorepatom stanju, chakra oklop je dovoljno intenzivan da spali ostale i djeluje kao snažan otrov. Naruto također dobiva sposobnost da koncentrira chakru do jednog mnogo finijeg stupnja. U tom stanju, bio je u mogućnosti da stvori loptu od koncentrirane chakre i baci je na protivnika. Chakra lopta bila je dovoljno snažna da probije kroz tri Rashomon vrata, bez gubitka brzine kretanja.
Čak i sa svim tim koristima, Narutovo ljudsko tijelo samo može svladati toliko lisičine chakre, pošto je demonska chakra daleko više intenzivnija od ljudske. Kako priziva sve više i više chakre demonske lisice, njegova vlastito tijelo slabi. U svojem četverorepatom stanju, chara demonske lisice je toliko intenzivna da konstantno spaljuje Narutovu kožu, uzrokujući da krvari iz svake pore. To uzrokuje da se njegova krv izmiješa s chakrom demonske lisice, stvarajući crni (ili tamnocrveni, s obzirom na to da su takvi detalji izgubljeni u bijelo-crnim crtežima) chakra oklop. Kao dodatak već napravljenoj šteti, chakra demonske lisice iscjeljuje Narutovu oštećenu kožu. Taj neprestano ponavljani ciklus štete i popravljanja slabi Narutovu staničnu strukturu, krateći njegov životni raspon, na način sličan Tsunadinom jutsuu stvaranja ponovnog rođenja.

## Drugi dio

### Nova osobnost
U Naruto: Shippūden, nakon prekida radnje u razdoblju od dvije i pol godine, Naruto pokazuje psihički rast, pojavljuje se u novoj odjeći te izgleda da nije porasla samo njegova snaga, brzina i tehnike, več i inteligencija, a Kakashi je čak rekao kako je Naruto postao jako lukav i podmukao. Međutim, Naruto je još uvijek Genin, pošto nije imao prilike da ode opet na Chunin Ispit. Prema Tsunadi, Naruto počinje poprimati neke od Jiraiyinih perveznih osobina. Za vrijeme svog naukovanja kod Jiraiye, Naruto je bio u mogućnosti pročitati najnovije iz "Icha Icha" serije koje je napisao Jiraiya, iako, kada je predao jednu kopiju Kakashiju, rekao je kako je to za njega veoma dosadno štivo. 
Narutovi osjećaji prema Sakuri su sazreli. Izgleda kako više nije u nju zaljubljen na dječji način. Oni sada lako komuniciraju jedno s drugim, unatoč tome što se nisu vidjeli gotovo tri godine. Sposobni su imati uobičajene razgovore te čini se vole provoditi vrijeme zajedno. Naruto je sada znatno viši od Sakure i nekih svojih vršnjaka. (U prvom dijelu Sakura ga je ismijavala jer je bio niži od nje.)
Bilo je to na putu Tima 7 prema Sunagakure kada je Naruto konačno otkrio Sakuri i Temari da je u njemu zarobljena demonska lisica. Sakura suosjeća s njim, kao i Temari, koja mu je jako zahvalna zbog promjene koju je učinio u njezinom malom bratu, Gaari. S tom spoznajom, Sakura konačno počinje shvaćati zašto je Naruta cijelo selo mrzilo te zašto je bio tako sam odrastajući. Također je otkriveno da Sasukeov odlazak još uvijek utječe na Naruta i Sakuru, a kada se cijeli Tim 7 (bez Kakashija) konačno sreće nakon dvije i pol godine, Sasuke ih pozdravlja, kao što je učinio i kad su postali tim, hladnom ravnodušnošću, te kaže kako ne mari što će postati Orochimarovo tijelo, nego je jedino važno da će Itachi umrijeti. Čak je bio naumio ubiti Sakuru i Naruta. Kasnije, nakon što Sasuke odlazi s Orochimarom i Kabutom, Naruto i sakura su veoma zabrinuti što Sasuke kojeg su vidjeli više nije onaj kojeg su poznavali.
Nakon svog "ujedinjenja sa Sasukeom", i shvaćanja da čak i nakon svog specijalnog treninga nije ništa bliže spašavanju Sasukea, Naruto je pao u duboku depresiju. Njegovo se raspoloženje, međutim, promijenilo kada mu je Kakashi obećao kako će ga trenirati da stvori svoj vlastiti, jedinstveni jutsu koji bi mu, po mogućnosti, mogao dati snagu da se konačno suoči sa Sasukeom na jednakom nivou. Konačno, dobivajući svoj jedan-na-jedan trening s koji je uvijek priželjkivao, i sa svojim zadnjim susretom sa Sasukeom kao motivom, Naruto postaje ozbiljniji i usredotočeniji više nego ikada. Za vrijeme njegova treninga, Kakashi ističe kako vjeruje da će Naruto preći čak i Četvrtog Hokagea, a kasnije čak i vidi obris Četvrtog Hokagea oko Naruta.
Kasnije u Shippudenu, Pain ubije Jiraiyau, što duboko pogodi Naruta. On zatim odlazi trenirati na planinu žaba, gdje dobije Sage Mode, što mu uvelike pojačava tehnike. Kad Pain uništi selo Lista i zamalo ubije Hinatu, u Narutu to izazove bijes i on prijeđe u osmorepi oblik. To uzrokuje da u svom umu priča s Minatom koji mu uspije suzbiti bijes i oprostiti se s njime. Naruto uspije nagovoriti Paina da će donijeti mir svijetu i Pain, žrtvujući se, oživljava mrtve seljane sela Lista.
Naruto zatim od Tobija saznaje da je Itachi Uchiha cijelo vrijeme bio pozitivac i pravio se da je negativac, za dobrobit Konohe. Potom mu veliki mudrac, žaba, govori kako će se naći s hobotnicom koja će ga učiniti snažnim. Ispada da je to Killer Bee, hachibi (osmorepi jinchuuriki). On nauči Naruta kako da uzima Kyuubijevu chakuru i zatim on i Naruto odlaze pomoći ostalima u 4. Velikom Ninja Ratu, kojeg je započeo Tobi, koji je uz pomoć Zetsua i Kabuta napravio vojsku brojnih mrtvih likova iz serijala, kao što su Asuma, Haku, Zabuza, Chiyo, itd., koje sada kontrolira Kabuto. Naruto, s novotkrivenom moći, puno pomaže u ratu, a zatim odlazi u boru protiv Tobija, koji kontrolira prvih sedam jinchurikija. Naruto se zatim udružuje s devetorepim liscem, Kuramom, s kojim se donekle uspio sprijateljiti, kako bi pobijedio ostale jinchurikije.

### Nove sposobnosti
Naruto je pokazao nekoliko novih sposobnosti od početka Naruto: Shippūden. Njegova sposobnost oslobađanja chakre demonske lisice, te potom manjkanje kontrole nad njome, dramatično se povećala. Naruto sada može koristiti dva ili tri repa s lakoćom, iako je to veoma opasna i bolna tehnika za korištenje. Ponekad, za vrijeme svog treninga s Jiraiyom, Naruto se je pretvorio u četverorepi oblik demonske lisice, iako je to jeko opasno jer u tom stanju počinje gubiti kontrolu. Orochimaru priznaje da je to stanje dovoljno snažno da ga uistinu ubije. Jiraiya izjavlja kako pečat, koji demonsku lisicu drži zarobljenom, postaje slabiji, ako gledamo na to s kojom lakoćom izlazi njezina chakra bježi van.
Naruto je znatno poboljšao svoj ninjutsu i taijutsu za vrijeme prekida radnje; također je postao bolji taktičar, stvarajući nekoliko sjena klonova za određene svrhe rađe negoli stvarajući nekoliko tuceta sjena klonova i nadati se najboljem. Uspio je iznenadno nadvladati Kakashija za vrijeme drugog ispita sa zvončićima te je čak iskoristio Kakashijevu opsjednutost Icha Icha novelama u svoju korist. Naruto je također postao vještiji s oružjem, i to ne samo običnim kunaima i shurikenima, kao što je viđeno kod Gaarinog spašavanja. Poput Tenten, on nosi sa sobom svitak kako bi iz njega mogao pozvati različita oružja. Naruto je također razvio moćniju verziju Spiralne sfere, koju je nazvao Spiralna sfera velike lopte. Naruto upotrebljava svoju i ruku svoga klona zajedno kako bi upravljao tom tehnikom za vrijeme njezine nestabilne prirode i ogromne moći. 
Nakon neuspjelog pokušaja spašavanja Sasukea, Kakashi nauči Naruta kako da manipulira svojim elementom chakre. Otkriveno je da je Narutova vrsta elementarne chakre vjetar, koji je dobro prilagođen borbi. Elementarni trening je preduvjet za stvaranje svog vlastitog, jedinstvenog jutsua. Otkriveno je kako je taj jutsu kombinacija njegovog elementa chakre i Spiralne sfere (Rasen Shuriken), koju je Četvrti Hokage stvorio upravo s tom svrhom. On, međutim, nije uspio kombinirati to dvoje prije svoje smrti. Kakashi, koji je Spiralnu sferu naučio od Četvrtog, također nije uspio. Dok takav podvig obično tteba godine kako bi se usavršio, Naruto je sposoban učiti stotinu puta brže uz pomoć svojih sjena klonova. Pošto su klonovi povezani jedni s drugima i Narutom, imaju mogućnost dijeljenja iskustva s drugima jednom kada nestanu. Nakon mnogo treniranja i nekoliko prečaca za koje mu je rekao Kakashi, Naruto je stvorio Oslobađanje vjetra: Spiralnu sferu, jednu mnogo snažniju verziju od originala. Taj je jutsu sposoban napraviti ogromni krater ispod Naruta. Unatoč ogromnoj snazi te tehnike, Yamato izjavljuje kako je taj jutsu samo napola završen. Iako nije potpuno završen, Narutova kontrola nad tom tehnikom je odlično usklađena, dopuštajući mu da manipulira chakru vjetra u različite oblike, poput npr. shurikena. Jutsu je, međutim, toliko snažan da je slomio Narutovu ruku na nekoliko dijelova. Sakura mu savjetuje kako bi taj jutsu trebao koristiti jedino kao zadnju nadu.